# Stenostaura ophthalmica
Stenostaura ophthalmica is een vlinder uit de familie tandvlinders (Notodontidae). De wetenschappelijke naam van deze soort is voor het eerst geldig gepubliceerd in 1968 door Sergius Kiriakoff.
De soort komt voor in tropisch Afrika.